# Kamjanske (Melitopol)
Das Dorf Kamjanske (ukrainisch Кам'янське) im Rajon Melitopol des Oblast Saporischschja geht auf das Dorf Blumstein der Kolonie Molotschna zurück.

## Blumstein
Der Ort wurde 1804 von 21 Familien aus Preußen östlich des Flusses Molotschna und nördlich des Kurunschan angelegt und nach einem Dorf in Preußen benannt. Die Dorfstraße verlief parallel zur Molotschna. Ein kleines Wehr am Kuruschan staute einen Weiher, der als Viehtränke diente. Im Osten des Dorfes wurde ein Wald gepflanzt. Ein großer Brand zerstörte 1817 einen Großteil des Dorfes. Das Dorf hatte eine reiche Obsternte. 1911 lebten hier 600 Menschen. Die Dorfschule verfügte über zwei Klassenzimmer. Das Dorf besaß eine Windmühle (Löwen), zwei Färbereien (Fast, Thiessen), eine Schmiede (Goosen), einen Wagenbauer (Krüger) und eine Vertretung für Waren (Riediger). Von den Bauten sind keine erhalten, aber Grabsteine am östlich des Dorfs gelegenen Friedhof erinnern an die flämisch-deutschen Einwohner.